# جیانی تاپان
جیانی تاپان (انگلیسی: Gianni Toppan; ۸ نوامبر ۱۹۲۰ – ۱ فوریهٔ ۱۹۸۷) بازیکن فوتبال اهل ایتالیا بود.
از باشگاه‌هایی که در آن بازی کرده‌است می‌توان به باشگاه فوتبال آ.ث. میلان و باشگاه فوتبال اودینزه اشاره کرد.